# Леопольд Левер
Леопольд Левер (фр. Jean-Baptiste Léopold Levert; 11 жовтня 1819 — 24 липня 1882) — французький художник-пейзажист, гравер, графік і дизайнер. Спочатку він працював як художник жанрових сцен, але згодом приєднався до імпресіоністів і взяв участь у їхній першій виставці в 1874 році. Хоча його роботи згадуються в каталогах виставок, більшість з них була втрачена, і жоден твір, що був виставлений, не зберігся.

## Ранні роки та кар'єра
Левер почав свою кар'єру як маляр військових уніформ, однак заохочений своїм другом Едгаром Дега, він звернувся до пейзажного живопису. Він був також близьким другом Анрі Руара і Ежена Руара, які також підтримували Дега. Дега запросив Левера брати участь у виставках імпресіоністів, і Леверт взяв участь у чотирьох з восьми таких виставок: першій (1874), другій (1876), третій (1877) і п'ятій (1880).

## Твори
- Les Bords de l'Essonne
- Le Moulin de Touviaux
- Près d' Auvers
- Vue de Portrieux
- Plage de Portrieux
- La Jetée de Portrieux
- Port de Portrieux
- Bords de l'Essonne
- Maison à Vauldray
- La ferme de Saint Marc
- Vue prize à Buttier
- Les chemins à Noiseau
- Paysage du Limousin
- Étude à Malesherbes
- Route sur le plateau de Fontenay
- Sabonnière de Fontainebleau
- Étude de forêt
- Moulin de Touviaux
- Les Bords de l'Essonne
- Chaumières à Carteret
- Plaine à Barbizon
- Une plâtrière à Fontenay
- Plaine de la Brie
- Cadre d'eaux fortes

## Спадщина
Попри те, що більшість його робіт була втрачена, Левер залишив слід у розвитку французького імпресіонізму. Його участь у виставках імпресіоністів допомогла сприяти визнанню цього художнього руху.